# Głupiejew
Głupiejew (prononciation [ɡwuˈpjɛjɛf]) est une localité de la gmina de Góra Świętej Małgorzaty, du powiat de Łęczyca, dans la voïvodie de Łódź, située dans le centre de la Pologne.
Elle se situe à environ 13 kilomètres à l'est de Łęczyca (siège du powiat) et 35 kilomètres au nord de Łódź (capitale de la voïvodie).

## Administration
De 1975 à 1998, la localité était attachée administrativement à l'ancienne voïvodie de Płock.

Depuis 1999, elle fait partie de la nouvelle voïvodie de Łódź.